# Cicciottella/La marcia dei bambini che vanno a letto
Cicciottella/La marcia dei bambini che vanno a letto  è un singolo di Loretta Goggi, pubblicato nel 1979.

## Descrizione
Il brano era la sigla di Fantastico Bis, programma legato alla Lotteria Italia nato da una costola di Fantastico e trasmesso all'interno di Domenica in, condotto da Pippo Baudo. Il brano è stato scritto da Bruno Lauzi su musica e arrangiamento di Pippo Caruso.
Il disco divenne ben presto un grande successo, toccando la terza posizione dei singoli più venduti in Italia e risultando il diciassettesimo singolo nella classifica assoluta del 1979, vendendo secondo le certificazioni ufficiali della FIMI, quattrocentomila copie.
La marcia dei bambini che vanno a letto è il lato B del disco, scritto da Bruno Lauzi, su musica e arrangiamento di Pippo Caruso. Il brano non era tuttavia completamente inedito, perché apparve per la prima volta in una puntata del varietà del 1979 Luna Park, ma con un testo diverso, interpretato dal coro di bambini di Renata Cortiglioni.

## Significato del testo
Dietro l'apparenza di un testo per bambini, il brano nasconde in realtà una metafora, neanche troppo velata, alla crisi energetica e petrolifera del 1979 che si verificò a causa del brusco rialzo nel mercato internazionale del prezzo del petrolio a seguito della rivoluzione iraniana del 1979, che causò gravi effetti sull'apparato produttivo del paese dipendente per il 70% dal petrolio e dai suoi derivati. Cicciottella non è altro che la Terra o l'Italia stessa, secondo altre interpretazioni, ed i riferimenti alla crisi presenti nel testo sono molteplici, finanche con suggestive e fantasiose soluzioni al risparmio energetico e alla ricerca di fonti autonome alternative per l'Occidente: 
Cicciottella stai attenta perché un giorno finirà
...
Prendo per la coda l’arcobaleno, diventa un treno

Che la Terra lascerà, su nel cielo volerà

Ti farà girare il mondo senza l’elettricità...

Cicciottella ha esagerato, si è mangiata l’energia

Non ne ha più per cucinar la pastasciutta...

“Hai bevuto anche il petrolio”, dice lo sceicco Ali,

“mentre avevi un bell’olio d’oliva per fare il supplì!...

Ci ho pensato su, non consumo più, A – E – I – O – U!

Metto qualche lucciola in un bicchiere, stai a vedere

Quanta luce ci sarà, la tua casa brillerà

Come un faro nella notte sopra tutta la città...
...
Se non hai carbone per riscaldarti non arrabbiarti

Metti un poco di allegria, la tua mano nella mia

Basta il nostro batticuore come fonte di calore

E vedrai che il nostro amore tutto il freddo porta via»

## Tracce
Lato A
- Cicciotella - (Bruno Lauzi-Pippo Caruso)

Lato B
- La marcia dei bambini che vanno a letto - (Bruno Lauzi-Pippo Caruso)